# جوان‌شیخ
جوان‌شیخ یکی از روستاهای استان آذربایجان شرقی است که در دهستان اوچ‌هاچا بخش مرکزی شهرستان اهر واقع شده‌است.این روستا ۶۲ نفر جمعیت دارد.